# Лозорайтис, Стасис
Стасис Лозорайтис (лит. Stasys Lozoraitis; 5 сентября 1898 года, Ковно, Российская империя — 24 декабря 1983 года, Рим, Италия) — литовский государственный деятель, дипломат.

## Биография
В 1918 году окончил мужскую гимназию М. М. Ичаса в Воронеже. В 1918 году служил в министерстве внутренних дел Литвы. С 1919 года по 1923 год — начальник Канцелярии Кабинета Министров Литвы. С 1923 года на дипломатической службе. Работал в посольстве в Германии. С 1929 года по 1932 год — работал в посольстве при Святом Престоле. С 1932 года по 1934 год — директор Политического департамента Министерства иностранных дел Литвы.
С 12 июня 1934 года по 5 декабря 1938 года — Министр иностранных дел Литовской Республики.
В 1934 году, по инициативе стран Балтии, было подписано Женевское соглашение о мире. В 1935 году — избран членом Международной дипломатической академии (Париж, Франция).
С 1939 года — чрезвычайный посланник и полномочный министр Литвы в Италии.
В 1940 году, после присоединения Литвы к СССР, в соответствии с директивой Министра иностранных дел Ю. Уршбиса был назначен главой (шефом) дипломатической службы Литвы. Этот пост он занимал до свой смерти в 1983 году. На этой должности занимался вопросами защиты прав литовских граждан за пределами СССР и занимался вопросами восстановления государственного суверенитета Литвы.
19 сентября 1940 года по инициативе Лозорайтиса был создан «Литовский национальный комитет» (или Коллегия литовских дипломатов), который объединял не признавших Советскую власть и отказавшихся вернуться литовских дипломатов. Лозорайтис был избран вице-президентом этой организации (президентом был избран бывший премьер-министр Эрнестас Галванаускас).
23 ноября 1940 г. скрывшийся за границу президент Литвы А. Сметона подписал задним числом (поставил дату: 15 июня 1940 г., а также указал место: Кибартай) документы о назначении С. Лозорайтиса  премьер-министром и исполняющим обязанности президента Литвы. Эти акты образовали юридическую основу для создания правительства Литвы в эмиграции.
10 ноября 1998 года перезахоронен в Каунасе.

## Награды
- Большой крест ордена Великого князя Литовского Гядиминаса[3].
- Медаль Независимости Литвы (1928 год)[3].
- Большой крест ордена Заслуг (Чили, 1935 год)[3].
- Большой крест ордена Полярной звезды (Швеция, 1935 год)[3].
- Большой крест орден Леопольда I (Бельгия, 1934 год)[3].
- Большой крест ордена Орлиного креста (Эстония, 1934 год)[3].
- Большой крест ордена Белой розы Финляндии (Финляндия, 1934 год)[3].
- Большой крест ордена Трёх Звёзд (Латвия, 1934 год)[3].
- Большой крест ордена Святых Маврикия и Лазаря (Италия, 1934 год)[3].
- Большой крест орден Святого Григория Великого (Святой Престол)[3].
- Великий офицер ордена Почётного легиона (Франция, 1934 год)[3].
- Коронационная медаль Георга VI (Великобритания, 1937 год)[3].
- Орден Симона Петлюры (Украинский Национальный Совет (в эмиграции), 1968 год)[3].
- Почётный гражданин города Каунас (22 сентября 1994 года)[4].